# Музичний конкурс
Музичний конкурс — це публічний захід, покликаний визначити та нагородити видатні музичні колективи, солістів і музикознавців. Конкурси популярної музики проводяться, щоб виявити поп-зірок. 

## Історія
В Європі музичні конкурси почали проводити на початку XX століття. Серед перших конкурсів — Наумбурзький конкурс (1926, США), Конкурс піаністів імені Шопена (1927, Польща), Конкурс імені Ізаї (1937, Бельгія), Міжнародний конкурс виконавців у Женеві (1939, Швейцарія).
1957 року була заснована Всесвітня федерація міжнародних музичних конкурсів, засновниками якої стали 11 музичних конкурсів, а станом на 2012 членами цієї федерації стали понад 120 музичних конкурсів, серед яких один із України — конкурс пам'яті Говориця.
У популярній музиці конкурси набули популярності в другій половині XX століття. Так, 1956 року вперше було проведено конкурс Євробачення. Завдяки телетрансляції такі конкурси збирають великі аудиторії телеглядачів.

## Критика
Одним із предметів критики музичних конкурсів є переважання у критеріях оцінювання гри виконавця цінностей стабільності і витривалості, над власне художніми цінностями. На думку А. Ляховича, такий розподіл цінностей призводить до того, що увага виконавця «…не відволікається на зайві чинники — на інтонування, процесуальність, цілісність (тобто на музику) — і зосереджується на точному виконанні послідовності дій, зафіксованої в нотах. Нервова система виконавця при такій грі не перевантажена додатковими завданнями — переживанням, натхненням і зумовленою ними координацією — і звільнена для головного завдання — стабільності.»
Іншим предметом критики музичних конкурсів є їх кон'юктурність. «Існує конвенціональний вимір, з позицій якого сам інститут виконавства втрачає свій предмет. Він визначається загальною властивістю сучасного соціуму в будь-яких його локальних формаціях: кон'юнктурою — залежністю соціального успіху не від особистих якостей, а від знайомств і зв'язків. […]Кон'юнктура контролює весь попередній відбір таких претендентів. Цей відбір проходять тільки ті, хто має „дах“ — соціальну підтримку в особі авторитетного педагога, родича, „боржника“ по майстеркласу, співвітчизника тощо»